# NGC 2449
NGC 2449 este o galaxie LINER situată în constelația Gemenii. A fost descoperită în 18 ianuarie 1874 de către Édouard Stephan⁠(d).